# Chalifa al-Ghweil
Chalifa Mohamed al-Ghweil, auch Ghowel (arabisch خليفة محمد الغويل, DMG Ḫalīfa Muḥammad al-Ġuwail), ist ein islamistischer Politiker und international nicht anerkannter libyscher Ministerpräsident des Neuen Allgemeinen Nationalkongresses, einer Gegenregierung, die sich als legitime Fortsetzung des Allgemeinen Nationalkongresses, dem aus den Wahlen von 2012 hervorgegangenen Parlament betrachtet, während bei der Parlamentswahl 2014 der international anerkannte Abgeordnetenrat gewählt wurde.
Er studierte an der Garyunis-Universität, die derzeit Universität Bengasi heißt, und ist Mitglied der Partei Nationale Erlösungsbewegung.
Vor dem 31. März 2015 diente Ghweil als Stellvertreter von Omar el-Hassi, dem Ministerpräsidenten des Neuen Allgemeinen Nationalkongresses, danach sollte er nur für einen Monat Ministerpräsident bleiben.
Nachdem am 14. Oktober 2016 Anhänger des Allgemeinen Nationalkongresses im Rahmen des Zweiten Bürgerkrieges in Libyen das Gebäude des Hohen Staatsrats gestürmt hatten, kam es zu Kämpfen zwischen Anhängern von al-Ghweil und von Fayiz as-Sarradsch, dem derzeitigen Machthaber von Tripolitanien und Rivalen des faktischen Machthabers der Kyrenaika, Chalifa Haftar.